# Cumbitara
Cumbitara es un municipio colombiano ubicado en el departamento de Nariño. Según el censo de 2018, tiene una población de 5948 habitantes.
Se sitúa a 164 kilómetros de San Juan de Pasto, la capital del departamento.

## Historia
Los primeros que llegaron a la zona, a fines del siglo XIX, fueron Custodio, Lorenzo y Lázaro Canamanjoy, junto con Mateo, Angelita y María Botina.

## División Político-Administrativa
Además de su Cabecera municipal. Cumbitara tiene bajo su jurisdicción los siguientes Corregimientos y Centros poblados:

CUMBITARA ESPECIAL: Con sede en la cabecera municipal, sirve de eje para las veredas aledañas y centros poblados como:
- Campo Bello
- El Desierto
- La Esperanza
- Buena Vista

Pizanda Es el corregimiento de entrada al municipio por la vía principal, a una hora de distancia de la cabecera municipal de Cumbitara y una hora más de la cabecera municipal del vecino Policarpa, Situado sobre una hermosa meseta por sobre el río Patía el cual se cruza por el Puente Amarillo o Puente Pusmeo. Su escritura es Con "Z" y viene de la expresión "Pues ándale". Cuenta con autoridades Civiles y religiosas y cubre Jurisdicción sobre las veredas aledañas y algunos subcentros poblados como:
- La herradura
- Aminda
- La Sala

DAMASCO, de nombre bíblico en honor a la capital de Siria, está ubicado en la zona del Bajo Cumbitara; sin embargo, su clima es templado al estar cerca a la cordillera, a unos 1600 m s. n. m. Cuenta con autoridades civiles, es hermanado al corregimiento de Santa Rosa, el cual está a 10 km, y el cual fue fundado por habitantes de Damasco. Su jurisdicción es sobre las veredas de Buenos Aires, La Floresta, Agúito y el propio Damasco. 
SANTA ROSA de la Palma, fundado por habitantes del Corregimiento de Damasco, se ubica igualmente en el Bajo Patía, región conocida al norte de la depresión del río Patía denominada Hoz de Minamá. Cuenta con un clima cálido húmedo y es el lugar de donde es originaria la política y diputada de Nariño Isabel Rodríguez Guevara. Cuenta con Institución Educativa Agropecuaria y bajo su jurisdicción están centros poblados como
- Yanazara: Estando en el borde del río Patía y la quebrada homónima, yace como un lugar paisajístico y encantador inverosímil.
- Santa Ana

SIDÓN, cuyo nombre también es de origen bíblico, al referirse a Sion en Jerusalén, es el más grande de los corregimientos albergando a más de 28 veredas en la zona más al norte y más cálida de Cumbitara, teniendo reciente acceso vial carreteable, y siendo abrazada la región en forma de U invertida por el río Patía, en zona navegable antes de diluir sus aguas en la llanura pacífica, siendo este corregimiento parte ya del pie de monte costero. Su cultura es variada, pues es una mezcla de las costumbres de la Serranía o Cordillera, con expresiones propias de los pueblos pastos, y expresiones de negritudes afrodescendientes, e incluso es la sede del Consejo Menor de Comunidades Negras Y Afrodescendientes COPDICONC. Sus asientos Veredales y sub poblados son
- San Martin
- Santa Cecilia
- Miguel Nulpí
- San José de Taitán
- Pesquería
- Las Delicias